# Tony Fernandes
Anthony Francis Fernandes, CBE ou Tony Fernandes (Kuala Lumpur, 30 de abril de 1964) é um empresário malaio dono da AirAsia e foi o chefe da equipe de Fórmula 1 Caterham.

## Biografia
Ex-executivo da Virgin Records, é proprietário da AirAsia. Recriou a equipe Team Lotus para a disputa da temporada de Fórmula 1 de 2010, em 2012 a equipe adotou o nome de Caterham F1 Team. Na temporada de 2014 após fracos resultados decide vender a equipe.
Também é presidente do clube de futebol inglês Queens Park Rangers.